# زهرة الصحراء (فلم)
زهرة الصحراء (بالإنجليزية: Desert Flower) هو فيلم سيرة ذاتية ألماني لعام 2009، من إخراج شيري هورمان، ومن بطولة لييا كيبيدي وسالي هوكينز وكريغ باركنسون. ويستند إلى السيرة الذاتية لعارضة الأزياء واريس ديري صومالية المولد.

## قصة الفيلم
يتتبع الفيلم رحلة واريس ديري التي تلعبها لييا كيبيدي من خلفية رعوية بدوية في الصومال إلى حياة جديدة ومهنة في الغرب كعارضة أزياء وناشطة ضد تشويه الأعضاء التناسلية الأنثوية.

## فريق العمل
- لييا كيبيدي - واريس ديرى
- سالي هوكينز - مارلين
- كريج باركينسون - نيل
- ميرا سيال - بوشبا باتل
- أنتوني ماكي - هارولد جاكسون
- جولييت ستيفنسون - لوسيندا
- تيموثي ليونارد سبال - تيرى دونالدسون
- ثريا عمر سكيجو - واريس
- تيريزا شيرشر - نورس ان
- ايكارت فريز – سبايك
- براشانت برابهاكار – كامى
- انا هيلجيدياك – تيلدا
- مات كوفمان – مدير برجر بار
- ايما كاى - ضابط الهجرة
- ايلى - رجل أوروبي
- نايك رايو - سائق شاحنة
- روبرت روبالينو - صاحب مقهى
- كريس ويلسون - مسؤول السفارة

## روابط خارجية
- مقالات تستعمل روابط فنية بلا صلة مع ويكي بيانات